# Venancio Ramos
Venancio Ariel Ramos Villanueva (20 czerwca 1959) – piłkarz urugwajski noszący przydomek Chicharra, napastnik. Wicemistrz oraz król strzelców na Mistrzostwach świata w piłce plażowej 1997.

## Kariera klubowa
Ramos rozpoczął swoją karierę w 1977 roku w klubie CA Peñarol, z którym odniósł wiele sukcesów jak 4 tytuły mistrza Urugwaju, zwycięstwo w Copa Libertadores 1982 oraz zdobycie Pucharu Interkontynentalnego.
W 1984 przeniósł się do Europy by grać we francuskim klubie RC Lens. Po 2 latach wrócił do Ameryki Południowej i został piłkarzem klubu CA Independiente.
Ramos wrócił do Urugwaju w 1989, gdzie grał w klubie Racing Montevideo, a następnie w barwach najgroźniejszego rywala Peñarolu - Club Nacional de Football. Później grał w klubach Defensor Sporting oraz El Tanque Sisley Montevideo.

## Kariera reprezentacyjna
Ramos zadebiutował w reprezentacji Urugwaju 24 maja 1978 w towarzyskim meczu z Hiszpanią, zakończonym bezbramkowym remisem. Był w składzie urugwajskiej kadry podczas turnieju Copa América 1979. Urugwaj odpadł już w fazie grupowej, a Ramos nie zagrał w żadnym meczu.
Jako gracz Penarolu wziął udział w turnieju Copa América 1983, gdzie Urugwaj zdobył tytuł mistrza Ameryki Południowej. Ramos nie grał w fazie grupowej - pojawił się dopiero w półfinałowych meczach z Peru jako zmiennik Luisa Alberto Acosty i w takiej roli wystąpił także w meczach finałowych przeciwko Brazylii.
Będąc piłkarzem RC Lens wziął udział w finałach mistrzostw świata w 1986 roku, gdzie Urugwaj dotrwał do 1/8 finału. Ramos grając w koszulce z numerem 19 wystąpił we wszystkich 4 meczach - z Niemcami, Danią, Szkocją i Argentyną.
W reprezentacji Urugwaju Ramos od 1978 do 20 maja 1991 rozegrał 41 meczów i zdobył 5 bramek.

## Osiągnięcia
| Sezon | Drużyna    | Tytuł                      |
| ----- | ---------- | -------------------------- |
| 1978  | CA Peñarol | mistrz Urugwaju            |
| 1979  | CA Peñarol | mistrz Urugwaju            |
| 1981  | CA Peñarol | mistrz Urugwaju            |
| 1982  | CA Peñarol | mistrz Urugwaju            |
| 1982  | CA Peñarol | Copa Libertadores          |
| 1982  | CA Peñarol | Puchar Interkontynentalny  |
| 1983  | Urugwaj    | mistrz Ameryki Południowej |